# اوکتروتاید
اوکتروتاید (به انگلیسی: Octreotide)
نامهای تجارتی : Sandostatin - Octostatin
رده درمانی: هورمون سوماتواستاتین، ضد اسهال. 
رده فارماکولوژیک: اکتاپپتید صناعی
اشکال دارویی: آمپول ۵۰ میکروگرم در سی‌سی (۰٫۰۵ میلی‌گرم در سی‌سی)، آمپول ۱۰۰ میکروگرم در سی‌سی، آمپول ۲۰۰ میکروگرم در سی‌سی و ویال ۲۰ میلی‌گرم در ویال

## مکانیسم اثر
اثر ضد اسهال، اکترئتید از طریق تقلید اثرات سوماتواستاتین می‌باشد که باعث کاهش ترشح پپتیدهای گاستروانتروهپاتیک می‌شود.

## موارد و طریقه مصرف
۱- درمان علامتی گر‌گرفتگی و اسهال ناشی از تومورهای کارسینوئید.
- بالغین: ابتدا، روزانه ۱۰۰ تا ۶۰۰ میکروگرم از راه زیرجلدی، در ۲ تا ۴ دوز منقسم و به مدت دو هفته تجویز می‌شود(دوز معمول دارو ۳۰۰ میکروگرم در روز است). دوزهای بعدی بر مبنای پاسخ فردی بیمار تعیین و تجویز می‌گردد.

۲- درمان علامتی اسهال آبکی ناشی از ویپوماها(VIP omas) یا تومورهای ترشح کنندهٔ .VIP
- بالغین: ابتدا، روزانه ۲۰۰ تا ۳۰۰ میکروگرم از راه زیرجلدی، در ۲ تا ۴ دوز منقسم و به مدت دو هفته تجویز می‌شود. دوزهای بعدی دارو بر اساس پاسخ درمانی بیمار تعیین و تجویز می‌گردد. دوز روزانه نباید بیش از ۴۵۰ میکروگرم باشد.

۳- درمان آکرومگالی
- بالغین: ابتدا، روزانه ۵۰ میکروگرم از راه زیرجلدی، سه بار در روز تجویز می‌شود. دوزهای بعدی بر اساس پاسخ بیمار تعیین می‌شود. دوز معمول دارو ۱۰۰ میکروگرم از راه زیرجلدی سه بار در روز است، ولی بعضی از بیماران نیاز به ۵۰۰ میکروگرم سه بار در روز دارند.

۴- جهت کاهش ترشح فیستولهای رکتال و پانکراتیک
- بالغین: ۵۰ تا ۲۰۰ میکروگرم از راه زیرجلدی هر ۸ ساعت تجویز می‌شود.

۵- جهت درمان اسهال
- بالغین:۱۰۰ تا ۵۰۰ میکروگرم از راه زیرجلدی سه بار در روز تجویز می‌شود.

۶- جهت درمان سندرم روده تحریک‌پذیر
- بالغین از ۱۰۰ میکروگرم از راه زیرجلدی به صورت دوز منفرد تا ۱۲۵ میکروگرم از راه زیرجلدی دو بار در روز تجویز می‌شود.

۷- جهت درمان سندرم دامپینگ
- بالغین روزانه ۵۰ تا ۱۵۰ میکروگرم از راه زیرجلدی تجویز می‌شود.

توجه: از اوکتروتاید در کودکان فقط جهت درمان اسهال ناشی از سندرم کارسینوئید، به میزان ۱ تا ۱۰ میکروگرم به ازای هر کیلوگرم وزن بدن در هر روز، در ۲ تا ۴ دوز منقسم و به صورت زیرجلدی استفاده می‌شد.

## شیوه استعمال
گرچه در آمریکا و کشورهای اروپایی ، اوکتروتاید به صورت داخل عضلانی (IM) و داخل وریدی (IV) هم تولید و تجویز می‌شود، اما در فارماکوپه ایران دارو فقط جهت مصرف زیرجلدی (SC) توصیه شده‌است. البته در شرایط اضطراری می‌توان دارو را به صورت وریدی و در خلال ۶۰ ثانیه تزریق نمود. شروع اثر اوکتروتاید در مصرف زیرجلدی، نیم ساعت است که در عرض ۳۰ دقیقه به اوج اثر خود می‌رسد. مدت اثر کمتر از ۱۲ ساعت است.

## موارد منع مصرف
- حساسیت مفرط نسبت به اوکتروتاید و اجزای آن تنها مورد منع مصرف (کنترااندیکاسیون) این داروست.

## تداخلات دارویی
- این دارو، سطح پلاسمایی سیکلوسپورین را کاهش می‌دهد.
- در صورت مصرف همزمان این دارو با انسولین، داروهای ضد دیابت خوراکی (سولفونیل اوره‌ها، و دیازوکساید خوراکی، نیاز به تنظیم دوز دارو وجود دارد.
- در صورت مصرف همزمان این دارو با بتابلاکرها و نیز با مسدودکننده‌های کانال کلسیم نیاز به تنظیم دوزاژ این داروها وجود دارد.

## عوارض جانبی
- در دستگاه اعصاب مرکزی: سردرد، سرگیجه، خستگی
- در دستگاه قلب و عروق: برادیکاردی سینوسی، اختلالات هدایتی، آریتمی
- در پوست: برافروختگی، خیز، تاول، اریتم و درد در محل تزریق، آلوپسی
- در دستگاه گوارش: تهوع، اسهال، استفراغ، درد شکم، مدفوع آبکی، اختلال جذب چربی، سنگ کیسه صفرا یا لجن صفراوی، نفخ، یبوست
- در چشم: تاری دید
- در سایر دستگاهها: هیپرگلیسمی، هیپوگلیسمی، هیپوتیروئیدیسم، درد و سوزش در محل تزریق، علایم شبه آنفلوآنزا